# Arenal Sound Festival
Arenal Sound Festival es un festival de música independiente que se celebra en la playa El Arenal, en la localidad de Burriana (provincia de Castellón, España), durante la primera semana de agosto desde 2010. Se caracteriza por su gran afluencia de jóvenes y se diferencia de otros festivales por su cercanía a la playa al tener uno de sus escenarios sobre la misma arena.

## Historia
El festival Arenal Sound nace en el año 2010, y tiene lugar del 27 de julio al 1 de agosto en el año 2010. Con esta primera edición intentaron introducirse en el panorama nacional de festivales con artistas como The Cranberries, Lori Meyers o Armin Van Buuren. Aunque en esta edición el festival no tuvo la repercusión esperada, en poco más de cuatro años se ha convertido en el festival más masivo de España.
En 2011 el festival da el gran salto acogiendo a lo largo de sus 5 días de duración a 160.000 asistentes festivaleros (sounders), 40.000 diarios. Este año el festival contó con artistas como Scissor Sisters, Vetusta Morla, Calvin Harris o Love of Lesbian. Se crearon 650 puestos de trabajo y hubo un impacto económico de 12 millones de euros.
El año 2012 no fue menos exitoso, con 54.000 asistentes diarios se confirmó como uno de los festivales nacionales por excelencia. Además se invirtió un 40% más en infraestructuras, solventando de este modo en gran parte los problemas que surgieron y de los que se recibió queja en la edición del 2011. Este año el cartel contaba con la presencia de artistas como Two Door Cinema Club, Kaiser Chiefs, Crystal Fighters o Kakkmaddafakka.
2013 fue el gran año del Arenal Sound batiendo todos los récords y consolidándose como el mayor festival español con la cifra de 280.000 sounders durante los 4 días de festival, 60.000 al día. El cartel de este año estaba formado por grandes artistas como Steve Aoki, Editors, The Kooks, o La Pegatina.
La quinta edición tuvo una gran afluencia de público ya que se trató del 5º aniversario, para el que se dice, que tuvieron preparada varias sorpresas. Algunos de los artistas fueron Placebo, Circa Waves, Love of Lesbian, Russian Red o Miss Caffeina.
El año 2015 se celebró del 28 de julio al 2 de agosto, y será recordado por las inoportunas lluvias torrenciales, que provocaron desperfectos en las zonas de acampada y la cancelación de algunos conciertos. Todo ello unido a las inundaciones, que obligaron a cancelar dos jornadas del festival. No obstante, los llamados sounders pudieron disfrutar de 4 días de fiesta y música, acabando con artistas como Mika, Nervo, Sandro Ávila, Everything Everything, y Vinai, entre otros, dejando alrededor de 260.000 visitantes.
El festival seguirá en la localidad castellonense de Burriana después de que el ayuntamiento llegara a un acuerdo in extremis, con una serie de condiciones, como son el coste cero para el consistorio, la creación de una bolsa de trabajo para los lugareños de cara al festival, así como concesiones a los burrianenses y una adaptación de las zonas de acampada para evitar problemas como los que la organización tuvo que hacer frente en 2015.
El año 2019 el festival celebra su décimo aniversario, diseñando un cartel especial.
En 2021, tras el parón por la crisis sanitaria del coronavirus, la organización del festival anunciaba su vuelta para 2022. En septiembre del mismo año anunciaba un primer avance de su cartel, que cuenta con nombres de la talla de C.Tangana, Dimitri Vegas & Like Mike, La Oreja de Van Gogh, Lola Índigo o Bad Gyal, entre otros.
La edición de 2022 vino marcada por la polémica en los traslados de los autocares oficiales del festival. La falta de refrigeración provocó mareos y ataques de ansiedad por el trayecto de más de dos horas y media con temperaturas que rondaban los 40 grados. La policía se vio obligada a intervenir y detener uno de  los autobuses.
A partir de 2023, el Arenal Sound consolida su transformación hacia una propuesta más comercial, alejándose progresivamente de sus orígenes ligados al indie rock, la música alternativa y la electrónica más experimental. En lugar de nombres emblemáticos del circuito independiente, los nuevos carteles comienzan a girar en torno a artistas de reguetón, pop urbano, trap latino y EDM, en sintonía con las tendencias musicales predominantes entre el público joven. Este giro estratégico ha contribuido al crecimiento del festival en términos de asistencia y repercusión mediática, convirtiéndolo en el macrofestival más taquillero de España en 2023, con más de 300.000 asistentes.
Sin embargo, este éxito cuantitativo ha venido acompañado de ciertas críticas por parte del público más veterano, que percibe una pérdida de identidad respecto a la esencia original del festival. Las actuaciones de artistas como Quevedo, Anuel AA, Bad Gyal, Jhayco, Omar Montes o Steve Aoki han sustituido a las de bandas como Two Door Cinema Club, Editors o Love of Lesbian, lo que ha generado un debate entre quienes valoran la evolución natural del festival y quienes lamentan que su espíritu inicial, más cercano al indie y a la música alternativa, haya quedado en segundo plano.
En 2025, con motivo de su 15.º aniversario, el festival presenta una edición ambiciosa con mejoras en infraestructura, una programación centrada en la música urbana y electrónica comercial, y nombres de gran tirón mediático como Steve Aoki, Rels B, Melendi o Afrojack. La evolución del Arenal Sound refleja así la transformación del panorama festivalero español en la última década, marcada por la búsqueda de rentabilidad, el impacto social y la adaptación a las nuevas corrientes del mercado musical juvenil.

## Carteles

### Cartel 2019[6]
| Jueves 1 de agosto | Viernes 2 de agosto | Sábado 3 de agosto         | Domingo 4 de agosto |  |
| ------------------ | ------------------- | -------------------------- | ------------------- |  |
| Farruko            | Martin Garrix       | Thirty Seconds to Mars     | Don Diablo          |  |
| Oliver Heldens     | Anitta              | Vetusta Morla              | Morat               |  |
| Karol G            | Fangoria            | Ummet Ozcan                | C. Tangana          |  |
| Dellafuente        | Dorian              | Iván Ferreiro              | Beret               |  |
| La Pegatina        | Rayden              | Second                     | Natos y Waor        |  |
| SFDK               | Zahara              | Lola Índigo                | Ayax y Prok         |  |
| Maikel Delacalle   | Pignoise            | Cat Dealers                | Bad Gyal            |  |
| Don Patricio       | Nancys Rubias       | Carolina Durante           | Toteking            |  |
| Zetazen            | Sofía Ellar         | Arnau Griso                | Zoo                 |  |
| Dani Fernández     | Luc Loren           | Muerdo                     | David Rees          |  |
| Les Castizos       | Brisa Fenoy         | Adala & The Same Song Band | Pol 3.14            |  |
| Hektor Mass        | Ms Nina             | Space Elephants            | Melo Moreno         |  |
| The Parrots        | King Jedet          | Brian Van Andel            | Hiddn & DJ Junior   |  |
| Ladilla Rusa       | Flaca               | Fusa Nocta                 | Sandro Ávila        |  |
| GoMad!&Monster     | Todo el Rato        | Peranoia                   | El Tío la Careta    |  |
| Linqae             | BlackMamba          | Pitty Bernad               | Yanguas & Jordano   |  |
| Kanteachyou        | We are not DJs      | Jake Rello                 |                     |  |
| Boccachicco        | Borja Sant          | Say Yes DJ                 |                     |  |
| Cori Matius        | Yahaira             |                            |                     |  |
| Manema             | Agu Lukke           |                            |                     |  |

### Cartel 2018[7]
| Jueves 2 de agosto        | Viernes 3 de agosto | Sábado 4 de agosto  | Domingo 5 de agosto |
| ------------------------- | ------------------- | ------------------- | ------------------- |
| Dimitri Vegas & Like Mike | Crystal Fighters    | James Blunt         | Bad Bunny           |
| The Vamps                 | Jess Glynne         | Azealla Banks       | Steve Aoki          |
| Lost Frequencies          | Martin Jensen       | Jax Jones           | La Raíz             |
| La M.O.D.A.               | Maldita Nerea       | Dorian              | La Pegatina         |
| Rozalén                   | Taburete            | Carlos Sadness      | Juanito Makandé     |
| La Casa Azul              | David Otero         | Sidecars            | Fyahbwoy            |
| Beret                     | Alfred García       | Full                | Lágrimas de Sangre  |
| El Kanka                  | Little Big          | El Columpio Asesino | Green Valley        |
| The Sound Of Arrows       | Rels B              | Bely Basarte        | Bad Gyal            |
| Les Castizos              | Elyella             | Recycled J          |                     |
| The Tripletz              | Arkano              | Juancho Marqués     | The Zombie Kids     |
| Kidd Keo                  | Nikone              | Space Elephants     | Zoé                 |
| Muerdo                    | GoMad!&Monster      | Mueveloreina        | Kuve                |
| Delaporte                 | Sandro Ávila        | Vendetta            | DJ Plan B           |
| King Jedet                | Ley DJ              | Innmir              | Maadraassoo         |
| Laura Put                 | Brian Van Andel     | Nation              | We Are Not DJs      |
| Subshock & Evangelos      | El Tío la Careta    | Black Mamba         | Six to Fix          |
| Frida                     | Zazo & Gxurmet      | King Kong Boy       |                     |

### Cartel 2017
Martin Garrix  / Txarango / Bearoid / Shinova / C. Tangana / Sidonie / Sam Feldt / Icona Pop / Lori Meyers / Kostrok / Aspencat / Viva Suecia / Sexy Zebras / Space Elephants / Las Bistecs / Despistaos / León Benavente / Antílopez / Satellite Stories / Iván Ferreiro / Jonas Blue / Kase.O / Fedde Le Grand / Jake Bugg, / a Habitación Roja / Neuman / Sidecars / Wally López / Ojete Calor dj set / Sharif Fernández / Dellafuente / GoMad!&Monster / Bastille / Nothing But Thieves / KAKKMADDAFAKKA / Varry Brava / Dinero / WAS / Morodo / The Zombie Kids / Alizzz / Clean Bandit / Yellow Claw / Miss Caffeina / Rayden / Lágrimas De Sangre / Les Castizos / Dulceida / The Tripletz / Amatria / Coasts / Arco / Fira Fem / Ramón Mirabet / Ley DJ / El Vega Life / Julieta 21 / Naranja / Marlon / Sandro Ávila /

### Cartel 2016
Kaiser Chiefs / Steve Aoki / Crystal Fighters / Two Door Cinema Club / Kodaline / Vitalic Live / Love Of Lesbian / Parade Of Lights / Fuel Fandango / Rayden / L.A / Crystal Castles / Izal / All Tvvins / Second / Miguel Campello / The 1975 / Miami Horror / POL / Perro / Miss Caffeina / La Pegatina / Yall / Dremen / Carmen Boza / La Raíz / Belize / Clean Bandit / Borgore / High Tyde / The Hives / Galantis / Carlos Sadness / Manel / Full / Capitán Cobarde / Dinero / WAS / Morodo / The Zombie Kids / Alizzz / Clean Bandit / Yellow Claw / Miss Caffeina / Rayden / Lágrimas De Sangre / Les Castizos / Dulceida / The Tripletz / Amatria / Coasts / Arco / Fira Fem / Ramón Mirabet / Ley DJ / El Vega Life / Julieta 21 / Naranja / Marlon / Sandro Ávila / 

### Cartel 2015
Vitalic (Live), La Roux, Supersubmarina, Nacho Vegas, Delafé y Las Flores Azules, Djs From Mars, Nighty Max, Mr.K!, Zahara, The Ting Tings, Vinai, Citizens!, Dorian, La Habitación Roja, Neuman, Jero Romero, Joe La Reina, Rudimental, The Kooks, John Newman, Tom Odell, Delorentos, Zombie Nation, South Central, Subshock & Evangelos, Voltage
, It & Clown, Faceradio, Niños Mutantes, Second, Hola A Todo El Mundo, Holy Bouncer, Carlos Sadness, Rayden, Canteca de Macao, Los Aslándticos, Green Valley, El Niño de la Hipoteca, Monarchy, Nero, The Zombie Kids, Arizona Baby , La M.O.D.A, Loo&Placido, Varry Brava, Mendetz, La Pulquería, La Sra. Tomasa
, La Pegatina, Mujeres, Toundra, La Bien Querida, El Último Vecino, Les Castizos, Zedd, The Subways, Everything Everything, Correos, Amatria.

### Cartel 2014
Biffy Clyro, Placebo, Die Antwoord, Azealia Banks, Bastille, Mando Diao, Knife Party, Boys Noize DJ Set, Crystal Fighters, Matt And Kim, Miles Kane, The Wombats, Peace, Djs From Mars, The Asteroids Galaxy Tour, Love of Lesbian, Russian Red, Ivan Ferreiro, The Royal Concept, French Films, La Pegatina, Sidonie, El Columpio Asesino, Congorock, Circa Waves, Elefantes, Skip And Die, L.A., Izal, Triángulo de Amor Bizarro, Miss Caffeina, Els Amics de les Arts, Mishima, Pony Bravo, Polock, Los Espais, The Right Ons, Kostrok, Estereotypo, León Benavente, John Berkhout, The River, Noiserippers, Elyella DJs, Vienna In Love...

### Cartel 2013
Editors, Steve Aoki, White Lies, Lori Meyers, La Habitación Roja, La Pegatina, We Are Standard, Delafé y las Flores Azules, Alphabeat, Fuel Fandango, Izal, Belzebass, Squarelectric, Buffetlibre DJs, Txarango, Alamedadosoulna, Trashtucada, The Kooks, Dirtyphonics, Manel, Totally Enormous Extinct Dinosaurs, The Sound Of Arrows, Bigott, The Whip, Make The Girl Dance, The New Raemon, Havalina, La Sonrisa de Julia, Sidecars, Nada Que Decir, Meneo, The Suicide of Western Culture, Space Elephants, The Drums, Klaxons, Chase & Status DJ Set, The Bloody Beetroots, Ivan Ferreiro, Satellite Stories, Capital Cities, Reptile Youth, Antonia Font, Standstill, Jero Romero, Carlos Sadness, Francisca Valenzuela, Funambulista, Efecto Pasitllo, Elyella DJs, Gomad!&Monster DJ, Supercola, The Fratellis, The Maccabees, Kakkmaddafakka, Dorian, The Zombie Kids, Ra Ra Riot, Bonaparte, Los Punsetes, La Bien Querida, Austin TV, Eme DJ, Virginia Diaz DJ, The Warriors, Canteca de Macao, Bongo Botrako, Los Aslándticos, La Raíz, Cyan, Grises, Ley DJ, Rêver, Extraperlo, Maadraassoo DJ, Full, Gato TV, Mucho, Les Castizos, Última Experiencia, La Musique D´Ordinateur, Alex Ferreira, Kill The Hipsters, Dinero, The Leadings (Live), Skip&Die, Second, Xoel López, Is Tropical.

### Cartel 2012
Metronomy, Crystal Fighters, Love Of Lesbian, Second, The Zombie Kids, El Columpio Asesino, Anni B. Sweet, Zahara, Mendetz, El Puchero del Hortelano, Eskorzo, Kostrok, Dorian DJ, Kill The Hipsters, Yall, El Sombrero del Abuelo, Zulú 9.30, La Raíz, Los Barrankillos, Kaiser Chiefs, Crookers, Supersubmarina, Monarchy, Cyberpunkers, Sidonie, DJ Amable, Maga, Hola A Todo El Mundo, Chinese Christmas Cards, Zenttric, Sin Rumbo, Elyella DJs, Cut Your Hair, Ruidoblanco, La Familia del Árbol, Metropol, Faceradio DJ, Gatomidi, The Sounds, Two Door Cinema Club, Felix Da Housecat, Los Campesinos!, Lori Meyers, Kakkmaddafakka, CatPeople, Niños Mutantes, Napoleon Solo, Rusty Warriors, Pin&Pon DJs, La Sonrisa de Julia, Ragdog, Grises, Kenedy, Gomad!&Monster, Sexy Zebras, Caradeniño DJ, Skimoes, The Ting Tings, The Wombats, Digitalism, Clap Your Hands Say Yeah, Corizonas, La Pegatina, Sr Chinarro, Mumbai Science, Layabouts, Bongo Botrako, Smile, Cosmic Birds, The Dirt Tracks, Lasers, Stay, Dinamo, Tomback, El Desván del Duende, Lynda Phoenix, Alpargata, Santo, Machango, Daniel Kyo, Jordan Halpike, Dorian, The Right Ons, EME DJ, Varry Brava, Maadraassoo DJ, Ellos, The Casters, Meneo, Helsinki, Lagarto Amarillo, Pol 3.14, The Leadings DJ Set, The Monomes, El Mentón de Fogarty, Les Castizos, Lollypop, Llegando a Normandia, Raro&Morini, The Swifts

### Cartel 2011
Polock, Supersubmarina, The Noises, Los Últimos Bañistas, Dorian, The Charlatans, Russian Red, HURTS, The Leadings, Tiga, Cloverace, Shining Crane, El Mundo de Wayne, Cheese and Onions, Sin Noticias de Gürb, Crimentales, Cartas a Théo, Bulevar Rojo, Ibiza white Exp. Dj, Rick Maia, Alex Font, Hernann 77, Giovanni, Carlos Vidal/Jorge Lorente, Dinero, La Habitación Roja, Tulsa, Twelve Dolls, Triángulo de Amor, Bizarro, Vetusta Morla, Scissor Sisters, Vive la Fête, EME Dj, Calvin Harris, Última Experiencia, La Vieja Morla, El Secreto de Amelie, 45 Grados, Newake, Panegírico, Proyecto Solaz, Cosmonauts Dj, Daniel Kyo, Paul Thomson (Franz Ferdinand Dj), Meerkat, Alex Now (Comfusion Djs), Hector Comes (Comfusion Djs), Marc Barceló, The Welcome Dynasty, We Are Standard, Miss Caffeina, Varry Brava, Layabouts, El Guincho, Delorean, «Rinôçérôse», Love Of Lesbian, The Suicide of Western Culture, Orbital Dj Set, The Ezra Beats, The Albionauts, Doctor Pitangú, Máximo No Canta, Quinta Planta, Not This Way, Gris Gris, Lurbe und Hosen (Kostrok), Elyella Djs, Mistery Jets DJ, Aaizu Yazoo, Sergio Sernadi, Rossko, Santo Machango, El Tío La Careta, Mr Kilombo, Bongo Botrako, La Rana Mariana, Canteca de Macao, La Pegatina, La Pulquería, The Third Twin, The Zombie Kids, Pol 3.14, Llegando a Normandía, CYAN, Catorce Días, Full, Rumbología, Multicolor, Coque, Dj Martiney, T.Tommy / Víctor Pérez Dj (Prodj), Ley Deejay, Twin Djs

### Cartel 2010
Vitalic, Fran Ares, Carlos Bru, Jorge Lorente, Low Rent, Carlos Navarrom, Los asdlándticos, Los Delinqüentes, Bebe, Macaco, Marien Baker, Wally Lopez, El Tío La Careta, El Retrato, Ultraido, Coyu, Winodelfin, 69 Revoluciones, Puk-2, The Cranberries, Simple Minds, Marlango, Ismael Rivas, The Monomes, Lio Hutz, Jose Franco, Cheese&Onions, Landa, Easy Target, The Baltic Sea, Walden Uno, Rubick y Ronro, Miguel Bosé, Maldita Nerea, Iván Ferreiro, Delafé y Las Flores Azules, Ruth Flowers, Daniel Kyo, Modelo de Respuesta Polar, Rick Maia, Autumn Comets, Matiné, Danny Fiddo, Jordi Sánchez, Roger Sánchez, Dwayne Gónzalez.

## Concursos
- Concurso de chicos en el que la banda ganadora actuará en el festival y tendrá una compensación económica de 500€
- Barco concurso por el cual varios grupos de jóvenes pueden conseguir las entradas para una noche en el barco de Arenal Sound. Se realiza mediante votaciones en la página social de Facebook.